# Goniastrea edwardsi
Espèce
Statut CITES
Goniastrea Edwardsi est une espèce de coraux appartenant à la famille des coraux durs scléractiniaires Merulinidae ou auparavant de la famille de Faviidae.
Une seule espèce est décrite par Milne Edwards & Haime en 1848 dans leur guide pour le genre Goniastrea.

## Description et caractéristiques
Les coraux de Goniastrea forment des colonies massives, sphériques, cylindriques, ramifiées ou bien encroûtantes. Ces couleurs peuvent varier du brun, au rose, au gris, au vert, au beige, même à l'orange. Il a parfois avec des colorations contrastées entre ses disques oraux et son manteau.
En général, ces coraux vivent dans des récifs situés dans les mers tropicales et dans des zones proches de la côte. Principalement, il est possible de le trouver dans les fonds plats, des lagunes, les pentes avant du récif ou bien les fonds mous entre les récifs. 
Le Goniastrea est un important constructeur de récifs, comme le Gonistrea Retiformis en Afrique de l'Est, dans le golfe d'Aden et aussi à Hong Kong. Il arrive que cela soit une espèce dominante dans les habitats dit intertidaux. 
Ils se trouvent généralement jusqu'à 40 mètres de profondeur, mais peut aussi se déplacer jusqu'à 87 mètres de profondeur.
L'espèce type du genre de ce corail est le Goniastrea retiformis.